# تمرد عسكري

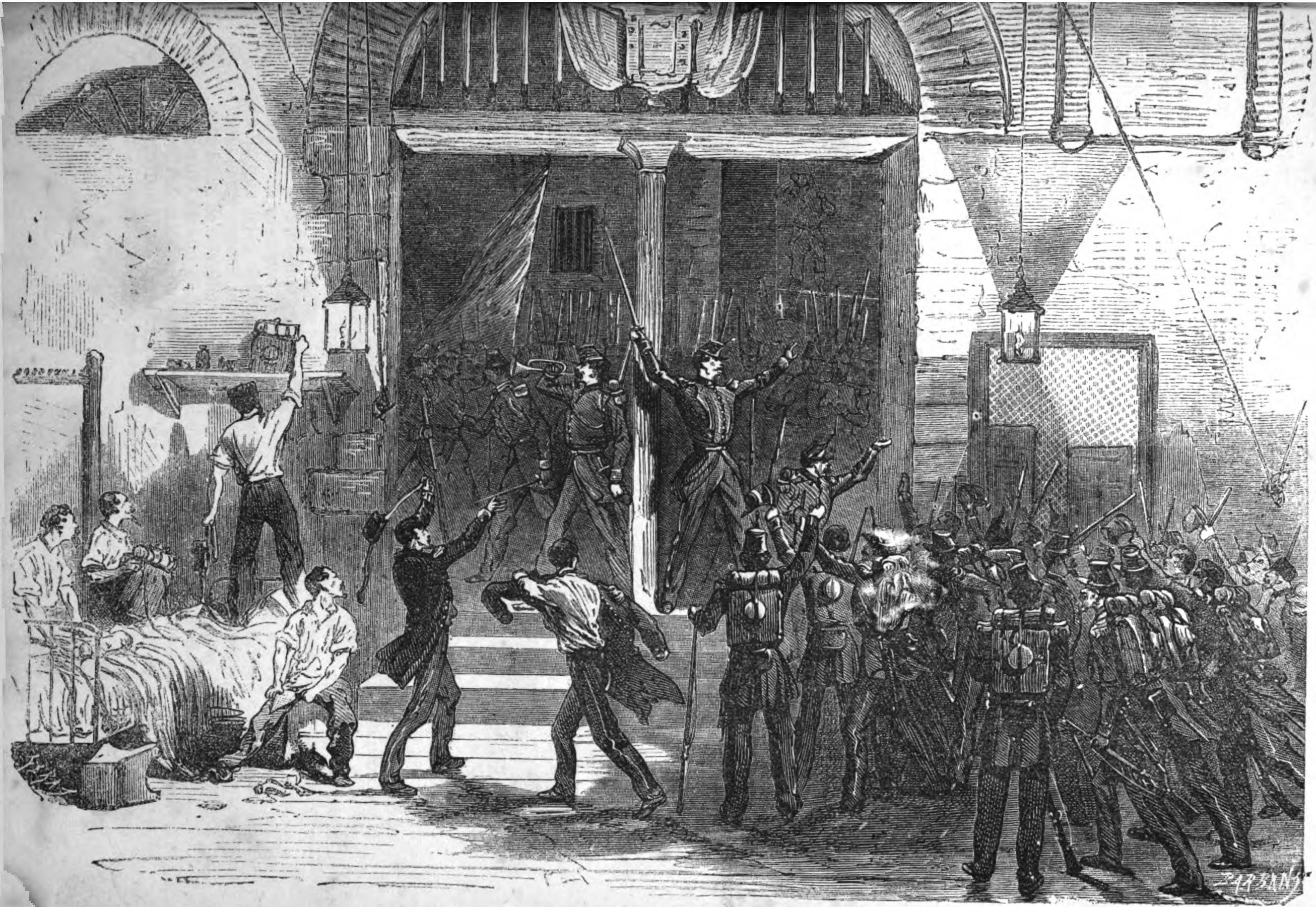

التمرد العسكري هو تمرد يسعى فيه الجيش لإسقاط الحكومة. ثم يقوم بإعلان بيانه الأول بعد الاستيلاء على السلطة، وهو من السمات التي تميز الانقلابات، حيث أنه عادة ما يشرح ولو بشكل مقتضب أسباب هذا الانقلاب ومبرراته، حتى لو كانت واهية.
التمرد العسكري التي تسعى لإسقاط الحكومة.